# 鄧謙
鄧謙（？—1639年），字少于，湖廣孝感縣人。明朝政治人物。崇禎元年進士，累官山東參政。崇禎十一年冬，清軍經居庸關入華北，鄧謙隨同布政使張秉文、巡按御史宋學朱等防守空城濟南，城破殉國。

## 生平
鄧謙自幼仰慕景泰間名臣于謙為人，讀到其文集中「一腔熱血不知竟灑何地」等文字，激動不已。崇禎元年（1628年），中式戊辰科進士，由京官出為山東參政。崇禎十一年冬（1639年），清兵破居庸關南下，進逼山東。楊嗣昌檄巡撫顏繼祖移師德州，督軍高起潛擁兵臨清不救。鄧謙與布政使張秉文、巡按御史宋學朱、副使周之訓、翁鴻業及鹽運使唐世熊等率殘兵守城。捍禦十晝夜，城陷遇害。其母黃氏也絕世而死。朝廷追贈中憲大夫，諡忠毅。